# Pablo Milanés
Pablo Milanés   (Bayamo, 24 de febrer de 1943 - Madrid, 22 de novembre de 2022) va ser un compositor, cantant, guitarrista i cantautor cubà, un dels fundadors, amb Silvio Rodríguez i Noel Nicola, de la Nueva Trova Cubana. Va ser un artista fecund amb més de 300 cançons repartides en un centenar de discos, i és considerat una de les grans veus de la música llatinoamericana.

## Biografia
Pablo Milanés nasqué a la ciutat cubana de Bayamo, a la província d'Oriente. Amb només 6 anys, guanyà un concurs cantant una cançó mexicana per a una ràdio local de la seva ciutat. Uns anys després, la seva família es va traslladar a l'Havana on va estudiar al Conservatori Municipal, allà va fer créixer la seva veu i passió i va començar la seva carrera musicant versos de José Martí i Nicolás Guillén.
Quan començava va rebre la influència de la música tradicional cubana i del filin (de feeling, «sentiment» en anglès). El filin és un estil musical que s'inicià a Cuba durant els anys 1940 i suposava una nova manera d'enfrontar la cançó, on el sentiment definia la interpretació, i estava influït pels corrents estatunidencs de la cançó romàntica i del jazz. El filin s'acompanyava d'una guitarra, a l'estil dels antics trobadors, però enriquit per harmonitzacions jazzístiques, de manera que s'establia aquesta nova forma de comunicació o filin amb el públic.
Com a intèrpret, el 1964 Milanés s'incorporà al quartet Los Bucaneros, tot i que també actuava com a solista ocasional, fins que es va poder consagrar en solitari. El 1965 publicà Mis 22 años, que molts consideren la frontissa entre el filin i les noves formes musicals de la Nueva Trova Cubana.
Cap al 1966, Milanés fou enviat per les autoritats a un camp de treball forçós de la Unidad Militar de Ayuda a la Producción (UMAP), a la zona de Camagüey, al centre de l'illa. Després d'escapar-se a l'Havana per denunciar les injustícies que havia patit, fou empresonat durant dos mesos i després enviat a un campament de càstig fins a la dissolució de l'UMAP a finals del 1967. En sengles entrevistes el 2015, Milanés qualificà el camp de treball forçós com un campo de concentración stalinista, i comentà que encara esperava que el govern cubà li demanés perdó pels patiments que li van causar en aquella època.
Influït per la Primera Trobada Internacional de la Cançó Protesta, celebrada a Varadero el 1967, Milanés començà a fer cançons de contingut polític, abraçà el socialisme així com en el rebuig del colonialisme, el racisme i la política exterior intervencionista dels Estats Units d'Amèrica. El 1968, Milanés oferí el seu primer concert amb Silvio Rodríguez a la Casa de las Américas. Això seria la primera mostra del que més tard, el 1972, seria el moviment musical popular de la Nueva Trova Cubana. A la Casa de las Américas fou on conegué a diversos representants de l'elit cultural i musical d'altres països llatinoamericans amb els que compartia preocupacions socials: Violeta Parra, Mercedes Sosa, Daniel Viglietti, Chico Buarque, Simone, Vinícius de Moraes, Milton Nascimento, Víctor Jara i molts més van passar per la Casa de las Américas en aquella època.
Com a compositor, Pablo Milanés va tocar diversos estils, entre ells el son cubà i la cançó protesta a finals dels anys 1960. Pertanyé al Grupo de Experimentación Sonora i també va compondre temes per al cinema. A través del Grupo de Experimentación Sonora del Instituto Cubano del Arte e Industria Cinematográficos (GESICAIC), entre el 1969 i el 1974, tant Pablo Milanés com altres destacats músics cubans com Silvio Rodríguez, participen en un taller creatiu on es formava joves talents cinematogràfics cubans, tot ensenyant-los el millor de la música cubana, i d'on en sortiria, posteriorment, una generació de cineastes que sabrien combinar a la perfecció música i cinema. Aquesta etapa de Pablo Milanés abasta des dels darrers anys de la dècada del 1960 fins a la meitat de la dècada següent, amb temes com: «Yo no te pido», «Los años mozos», «Cuba va, hoy la vi», «No me pidas», «Los caminos», «Pobre del cantor», «Hombre que vas creciendo», «Yo pisaré las calles nuevamente», entre d'altres.
Els primers anys 1980, Pablo Milanés formà el seu propi grup amb diversos amics que també havien estat al GESICAIC. Aquesta etapa es caracteritza per la riquesa dels recursos musicals que empren i per la varietat de gèneres que toquen, tot i que els continguts segueixen tenint un fort component social. La seva cancó més coneguda, «Yolanda», considerada una de les cançons d'amor més boniques de la història, aparegué publicada per primera vegada al seu àlbum de 1982 Yo me quedo, i està dedicada a Yolanda Benet, amb qui va estar casat sis anys, entre 1969 i 1975, i amb qui va tenir tres filles, Lynn, Liam i Suylén.
Alguns grans amics de Pablo Milanés, entre els que hi havia Víctor Manuel, Ana Belén, Luis Eduardo Aute i Mercedes Sosa, es van reunir el 1985 per fer-li un disc d'homenatge titulat Querido Pablo. No seria l'últim, ja que el 2002 aparegué la seqüela Pablo querido. El 2005 compongué una part de la banda sonora de la pel·lícula Siempre Habana, dirigida per Ángel Peláez, amb cançons com «Yolanda», «Yo me quedo», «Amo a esta isla», «El breve espacio en que no estás», «Para vivir» i «Cuánto gané, cuánto perdí». Malgrat el deteriorament visible de la seva salut a causa del càncer que patia des de feia anys, el seu últim concert va ser a la Ciutada Deportiva l'Havana el juny de 2022, on va compartir amb els nombrosos assistents de diverses generacions gran part del seu repertori ja antològic.
Tot i ser un defensor incondicional de la Revolució Cubana, Pablo Milanés es caracteritzà sempre per mantenir una posició de crítica pública dels errors que, segons ell, es van cometre en la direcció del país. El març de 2010, preguntat sobre la vaga de fam de Guillermo Fariñas, Milanés contestà: «cal condemnar des del punt de vista humà. Aquestes coses no es fan. Les idees es discuteixen i es combaten, no s'empresonen». A la mateixa entrevista advocà per un canvi polític a Cuba, sense tocar el lideratge de Fidel i Raúl Castro, però con arreglos.

## Discografia
La discografia de Milanés inclou més de 40 àlbums en solitari, a més d'una quinzena de treballs amb el Grupo de Experimentación Sonora, i una gran quantitat de participacions en àlbums col·lectius i col·laboracions amb altres artistes.

### Com a solista
- 1973: Versos sencillos de José Martí
- 1975: Canta a Nicolás Guillén
- 1976: La vida no vale nada
- 1977: No me pidas
- 1979: El guerrero
- 1979: Aniversarios
- 1982: Filin 1
- 1982: Yo me quedo
- 1983: El pregón de las flores, amb Lilia Vera
- 1983: Años 1, amb Luis Peña
- 1984: Ao vivo no Brasil
- 1985: Querido Pablo
- 1985: Comienzo y final de una verde mañana
- 1986: Años 2, amb Luis Peña i Cotán
- 1987: Buenos días, América
- 1987: Trovadores, amb Armando Garzón
- 1988: Proposiciones
- 1989: Filin 2
- 1989: Filin 3
- 1990: Identidad
- 1991: Canto de la abuela
- 1991: Filin 4
- 1991: Filin 5
- 1992: Años 3, amb Luis Peña, Cotán i Compay Segundo
- 1994: Canta boleros en Tropicana
- 1994: Evolución
- 1994: Igual que ayer, amb Caco Senante
- 1994: Orígenes
- 1994: Plegaria
- 1995: Si yo volviera a nacer, amb María Felicia i José María Vitier
- 1995: En blanco y negro, amb Víctor Manuel
- 1997: Despertar
- 1998: Vengo naciendo
- 2000: Días de gloria
- 2000: Live from New York City
- 2002: Pablo Querido
- 2005: Como un campo de maíz
- 2005: Líneas paralelas, amb Andy Montañez
- 2008: Regalo
- 2008: Feeling 6
- 2008: Raúl y Pablo, amb Raúl Torres
- 2010: Palacio Municipal de Congresos de Madrid, (gravat en viu amb Chucho Valdés)
- 2013: Renacimiento

### Amb el Grupo de Experimentación Sonora
- 1971: Cuba va (Pablo Milanés, Silvio Rodríguez i Noel Nicola)
- 1971: Cuba va (Pablo Milanés, Silvio Rodríguez i Noel Nicola)
- 1973: Grupo de Experimentación Sonora del ICAIC
- 1974: Grupo de Experimentación Sonora del ICAIC
- 1974: Grupo de Experimentación Sonora del ICAIC 2
- 1975: Grupo de Experimentación Sonora del ICAIC 3
- 1975: Compañero presidente
- 1976: La Nueva Trova Cubana en vivo (Pablo Milanés, Sara González, Amaury Pérez i GESI)
- 1976: Grupo de Experimentación Sonora del ICAIC 4
- 1976: El hombre de Maisinicú
- 1984: 25 años de cine cubano. Revolución 1
- 1984: 25 años de cine cubano. Revolución 2
- 1997: GESI Vol. I
- 1997: GESI Vol. II
- 1997: GESI Vol. III

### Col·lectius
- 1970: Canción protesta: Protest song of Latin America
- 1975: Hombro con hombro
- 1975: La canción, una arma de la revolución
- 1977: 7 Festival des politischen liedes
- 1983: En México (amb Silvio Rodríguez)
- 1984: En vivo en Argentina (amb Silvio Rodríguez)
- 1993: Piero & Pablo en vivo (amb Piero)
- 1993: Temas del cine cubano
- 1996: Éxitos de la Nueva Trova
- 1997: Con ciertos amigos (amb Xiomara Laugart i Raúl Torres, gravat el 1989)
- 1998: Antología de la Nueva Trova Vol. 1
- 1998: Antología de la Nueva Trova Vol. 2
- 1999: Carta de provincia (amb Lázaro García)
- 1999: Lo + Plus
- 2000: ¡Mira que eres canalla, Aute!
- 2001: Encuentros con La Habana
- 2001: Canción para Vieques
- 2002: Canciones del buen amor (amb José María Vitier)
- 2003: Del agua que bebimos
- 2003: 18 boleros chulos
- 2004: Neruda en el corazón
- 2005: Cuba le canta a Serrat
- 2011: La Habana canta a Sabina

### Col·laboracions
- 1976: Sara (Sara González)
- 1977: Cuando digo futuro (Silvio Rodríguez)
- 1979: Nueva visión (Emiliano Salvador)
- 1982: Cuatro cosas (Sara González)
- 1983: Entre amigos (Luis Eduardo Aute)
- 1984: Tríptico (Silvio Rodríguez)
- 1984: Chico Buarque (Chico Buarque)
- 1987: ¡Oh, melancolía! (Silvio Rodríguez)
- 1987: Árboles (Silvio Rodríguez i Roy Brown)
- 1987: Memorias (Silvio Rodríguez)
- 1987: Aves dentro (Alberto Tosca)
- 1987: Mercedes Sosa ’87 (Mercedes Sosa)
- 1988: En el jardín de la noche (Anabell López)
- 1988: Amigos míos (Mercedes Sosa)
- 1988: Con un poco de amor (Sara González)
- 1989: Con dulce rabia (Enrique Núñez)
- 1991: Canción con todos (César Isella)
- 1991: Simone (Simone)
- 1992: Ayer y hoy (Emiliano Salvador)
- 1993: Represas (Luís Represas)
- 1994: Mucho más que dos (Ana Belén i Víctor Manuel)
- 1994: Esta boca es mía (Joaquín Sabina)
- 1995: En compañía de… (Elena Burke)
- 1996: 20 de colección (Tania Libertad)
- 1997: Este árbol que sembramos (Augusto Blanca)
- 1997: Postal de La Habana (Joaquín Sabina)
- 1998: Mírame (Sara González)
- 1999: Trova de amor. Soledad Bravo canta a Pablo Milanés (Soledad Bravo)
- 1999: Como soy (Marta Campos)
- 2000: Momentos vividos (Illapu)
- 2000: 50 años... Como una reina (Celina González i Reutilio Domínguez)
- 2001: XV aniversario (Luar na Lubre)
- 2001: Malecón (Isaac Delgado)
- 2001: Habana a flor de piel (Síntesis)
- 2002: El corazón se me abrió (Fuerte Ventura)
- 2003: Diario de un peatón (Joaquín Sabina)
- 2004: Temas inolvidables para la televisión (José María Vitier)
- 2005: Saudade (Luar na Lubre)
- 2006: Bachata entre amigos (Víctor Víctor)
- 2006: A história toda - Ao vivo no CCB de Lisboa (Luís Represas)
- 2008: No sé si es Baires o Madrid (Fito Páez)
- 2011: Perdón por los bailes (Andrés Suarez)